# Dīmītrīs Maurogenidīs
Dīmītrīs Maurogenidīs (in greco: Δημήτρης Μαυρογενίδης; Tashkent, 23 dicembre 1976) è un ex calciatore greco, di ruolo centrocampista.

## Carriera

### Club
Dal 1995 al 1997 ha giocato nell'Aris Salonicco, mentre dal 1997 al 2006 ha militato nell'Olympiakos. Con la squadra del Pireo ha vinto 8 campionati greci e 3 Coppe di Grecia. Inoltre ha totalizzato, sempre con l'Olympiakos, 38 reti e 2 gol in Champions League.

### Nazionale
Nel 1998 ha partecipato agli Europei Under-21.
Maurogenidis ha vestito per 23 volte la divisa della nazionale greca.

## Palmarès

### Club

#### Competizioni nazionali
- Campionato greco: 8

Olympiacos: 1997-1998, 1998-1999, 1999-2000, 2000-2001, 2001-2002, 2002-2003, 2004-2005, 2005-2006
- Coppa di Grecia: 3

Olympiacos: 1998-1999, 2004-2005, 2005-2006